# Martigny-Combe
Martigny-Combe (toponimo francese; fino al 1841 La Combe, in tedesco Martinach-Combe, desueto) è un comune svizzero di 2 305 abitanti del Canton Vallese, nel distretto di Martigny.

## Storia
Il comune di Martigny-Combe è stato istituito nel 1841 per scorporo da quello di Martigny; dal suo territorio nel 1845 fu scorporata la località di La Bâtiaz e nel 1899 quella di Trient, divenute comuni autonomi.

## Monumenti e luoghi d'interesse
- Chiesa di San Giuseppe, consacrata nel 1970[1].

## Società

### Evoluzione demografica
L'evoluzione demografica è riportata nella seguente tabella (fino al 1899 con Trient):
Abitanti censiti

## Geografia antropica

### Frazioni

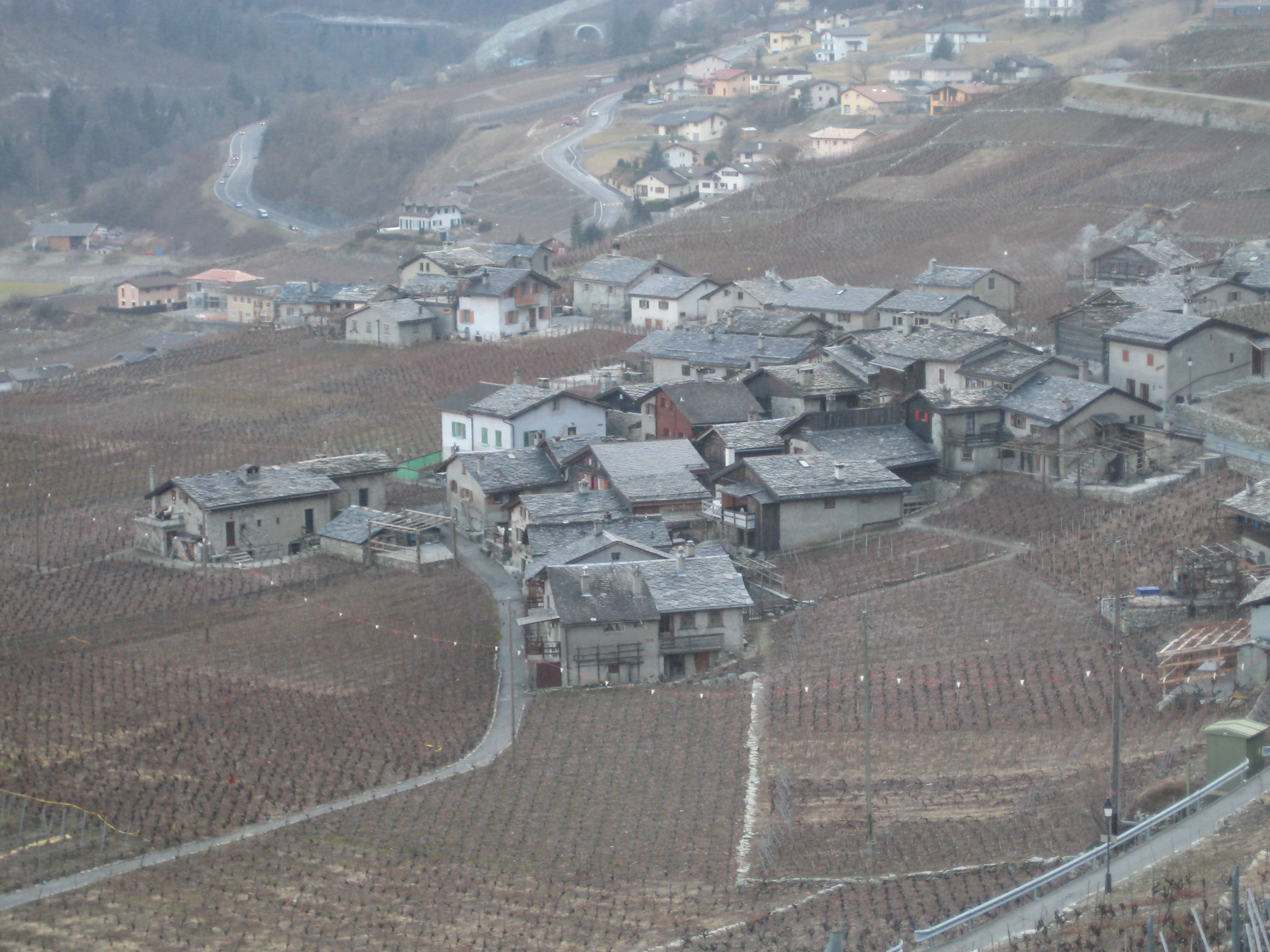
Plan-Cerisier

- La Crettaz
- La Croix, capoluogo comunale
- Le Borgeaud
- Le Brocard
- Le Fays
- Le Perrey
- Les Rappes
- Plan-Cerisier
- Ravoire